# Tosi Mpanu Mpanu
 (mars 2024).
La mise en forme du texte ne suit pas les recommandations de Wikipédia : il faut le « wikifier ».
Les points d'amélioration suivants sont les cas les plus fréquents :
- Les titres sont pré-formatés par le logiciel. Ils ne sont ni en capitales, ni en gras.
- Le texte ne doit pas être écrit en capitales (les noms de famille non plus), ni en gras, ni en italique, ni en « petit »…
- Le gras n'est utilisé que pour surligner le titre de l'article dans l'introduction, une seule fois.
- L'italique est rarement utilisé : mots en langue étrangère, titres d'œuvres, noms de bateaux, etc.
- Les citations ne sont pas en italique mais en corps de texte normal. Elles sont entourées par des guillemets français : « et ».
- Les listes à puces sont à éviter, des paragraphes rédigés étant largement préférés. Les tableaux sont à réserver à la présentation de données structurées (résultats, etc.).
- Les appels de note de bas de page (petits chiffres en exposant, introduits par l'outil «  Source ») sont à placer entre la fin de phrase et le point final[comme ça].
- Les liens internes (vers d'autres articles de Wikipédia) sont à choisir avec parcimonie. Créez des liens vers des articles approfondissant le sujet. Les termes génériques sans rapport avec le sujet sont à éviter, ainsi que les répétitions de liens vers un même terme.
- Les liens externes sont à placer uniquement dans une section « Liens externes », à la fin de l'article. Ces liens sont à choisir avec parcimonie suivant les règles définies. Si un lien sert de source à l'article, son insertion dans le texte est à faire par les notes de bas de page.
- La présentation des références doit suivre les conventions bibliographiques. Il est recommandé d'utiliser les modèles {{Ouvrage}}, {{Chapitre}}, {{Article}}, {{Lien web}} et/ou {{Bibliographie}}. Le mode d'édition visuel peut mettre en forme automatiquement les références.
- Insérer une infobox (cadre d'informations à droite) n'est pas obligatoire pour parachever la mise en page.

Pour une aide détaillée, merci de consulter Aide:Wikification.
Si vous pensez que ces points ont été résolus, vous pouvez retirer ce bandeau et améliorer la mise en forme d'un autre article.
 (avril 2024).
Tosi Mpanu Mpanu, né le 4 mai 1974 à Paris, est économiste de formation et diplomate de la République démocratique du Congo.  Il est le fils du patron de presse et homme d’affaires Raphaël Mpanu-Mpanu Bibanda. Depuis une vingtaine d’années, il s'illustre dans divers domaines: la diplomatie, l’économie, le développement durable, les énergies renouvelables, les minerais critiques.

## Biographie

### Enfance et famille
Tosi Mpanu Mpanu est né le 4 mai 1974 à Paris, en France. Ce dernier est fils de Raphaël Mpanu Mpanu Bibanda, une figure célèbre de la presse congolaise. Journaliste et patron de presse, son père a été le Président Directeur Général de l’Agence Zaïre Presse (AZAP) et le tout premier président de l’Union Nationale de la Presse du Congo (UNPC),, avant de devenir un homme d’affaires.

### Éducation
Tosi Mpanu Mpanu fait la majeure partie de son cursus scolaire au Lycée Prince de Liège, un établissement d’enseignement à programme belge à Kinshasa avant d’obtenir son diplôme du cycle secondaire à Miami, aux USA, en 1992.
Après avoir décroché son diplôme d'études secondaires, Tosi Mpanu Mpanu choisit de poursuivre sa formation académique aux États-Unis. ll obtient une licence en Économie de l’Université George Washington en 1995 et devient titulaire d’un MBA en Finance et Investissements de la même université en 2000. Il parachève son cursus académique par un Master en Études européennes et relations internationales de l’Université de Paris 1 Panthéon Sorbonne (2013) et par un diplôme du Cycle International de Perfectionnement de la prestigieuse École Nationale d’Administration (Promotion Lucie Aubrac) à Strasbourg, en France en 2013.

### Vie privée
Tosi Mpanu  Mpanu est marié à Nana Bolodjua, journaliste de formation, et père de 4 enfants.

## Carrière

### Début de carrière
En 2000, il rejoint la Banque Mondiale où il preste en tant que consultant aux départements Afrique et Europe – Asie centrale de cette institution financière internationale, pour y évoluer jusqu’en 2003. Il regagne son pays la République Démocratique du Congo et devient conseiller des ministres des Affaires Étrangères et de la Coopération Internationale Antoine Ghonda Mangalibi et Raymond Ramazani Baya, une fonction qu’il exercera pendant 4 années, soit jusqu'en 2007, avant de se consacrer aux questions liées à l’environnement et la gouvernance climatique internationale.

## Négociateur climat
En 2007, Tosi Mpanu Mpanu intègre le ministère congolais de l’Environnement,. Il y occupe, tour à tour, les postes de Directeur de l’Autorité Nationale Désignée du Mécanisme de Développement Propre (MDP), Coordonnateur National du mécanisme REDD+ et Conseiller du Ministre de l’Environnement et Développement Durable jusqu’en 2021.
De décembre 2016 à juin 2017, il effectue un intermède du Ministère de l’Environnement et Développement Durable pour occuper la fonction de Conseiller Principal du Premier Ministre chargé du Collège Environnement, Tourisme et Développement Durable. Il regagne ensuite le Ministère de l’Environnement et Développement Durable.
En qualité de négociateur puis de négociateur senior de la République Démocratique du Congo pour la Convention Cadre des Nations Unies sur les Changements Climatiques, il a participé à la majeure partie des Conférences des Parties (COP) de cette convention depuis 2007,,. En décembre 2009, lors de la conférence de Copenhague (COP15), il est élu président du Groupe des négociateurs africains (GAN). Il exerce cette fonction jusqu’à la conférence de Durban (COP17) en décembre 2011,. À l’issue de cette conférence, son mandat arrive à terme et la présidence du GAN passe à la sous-région Afrique australe. Lors d’une interview à Jeune Afrique en 2011, il se confie sur les difficultés qu’il a rencontrées à ses débuts en tant que négociateur climat. « Quand j’ai commencé, j’ai été très combattu par la vieille garde des négociateurs en raison de ma jeunesse, se souvient-il. Mais mon expérience diplomatique m’a été utile : aujourd’hui ce sont mes plus grands supporteurs », dira-t-il.
De 2014 à 2015, il a été membre du Conseil exécutif du Mécanisme de développement propre (MDP) qui supervise le fonctionnement et l’évaluation des mécanismes de marché dans le cadre du mécanisme de développement propre du Protocole de Kyoto. Il a coprésidé le groupe des Pays les moins avancés (PMA) lors de la Conférence de Paris de 2015 sur les changements climatiques (COP21). De janvier à décembre 2016, il est président titulaire de cette plateforme. En 2016, il est élu président de la Coalition des pays détenteurs des forêts tropicales humides (CFRN), poste qu’il quitte en 2018 au terme de son mandat. De 2020 à 2022, il occupe la présidence de l’Organe Subsidiaire de Conseil Scientifique et Technologique (SBSTA).

### Financement climatique
Il est impliqué dans plusieurs processus de négociations portant sur la thématique du financement climatique. Il participe ainsi à l’élaboration de l’instrument de gouvernance du Fonds Vert pour le Climat qui sera adopté lors de la COP17 de Durban. Par la suite, il siège au conseil d’administration du Fonds Vert pour le Climat (GCF) de 2012 à 2018, au conseil d’administration de la Mutuelle panafricaine de gestion du risque climatique (ARC Agency), une agence spécialisée de l’Union africaine, de 2013 à 2021, ainsi qu’au sein du comité directeur du NDC Partnership de 2017 à 2018. Il est actuellement administrateur suppléant du Fonds pour les Pertes et Dommages qui a été jeté sur les fonts baptismaux lors de la COP28 à Dubaï en décembre 2023.
Au cours de l’année 2023, la présidence égyptienne de la COP27 le nomme facilitateur du Dialogue de Charm el-Cheikh sur l’Article 2, paragraphe 1c), de l’Accord de Paris qui appelle à rendre "les flux financiers compatibles avec un profil d'évolution vers un développement à faible émission de gaz à effet de serre et résilient aux changements climatiques". Au terme de sa mission, un rapport est produit et soumis aux États-Parties réunis à la conférence climatique de Dubaï.

### Énergies renouvelables
Depuis 2017, il coordonne l’Initiative des pays les moins avancés (PMA) pour les énergies renouvelables et l’efficacité énergétique en faveur du développement durable (REEEI).
En août 2020, il devient Ambassadeur pour les énergies renouvelables du Forum sur la Vulnérabilité Climatique (CVF).

### Équité environnementale
Il publie en 2010 l'article "Think Africa, Think mitigation" dans lequel il donne l'exemple de son pays et évoque le déficit énergétique comme un facteur accélérateur de la déforestation et donc des changements climatiques. "Seuls 6% des Congolais ont accès à l’électricité. Le reste dépend des forêts pour leur énergie et leurs moyens de subsistance. Selon notre deuxième communication nationale, 300 millions de tonnes de CO2 sont émises chaque année à cause de la déforestation en RDC. En s’attaquant aux facteurs de déforestation en RDC et en réduisant la déforestation, disons de 30 %, nous pourrions éviter les émissions d’environ 100 millions de tonnes de CO2. Avec un prix du carbone de 10 dollars la tonne, nous pourrions générer 1 milliard de dollars américains, soit 10 % de notre PIB".
En 2021, dans un discours qu'il prononce en marge de la COP26 en sa qualité d'Ambassadeur pour les énergies renouvelables du Forum sur la Vulnérabilité Climatique (CVF), il insiste sur le bénéfice climatique et économique de l'utilisation des énergies renouvelables. Il invite alors les gouvernements à s'approprier la question au lieu d'attendre l'initiative des entités privées. "Le leadership des pays est essentiel pour faire évoluer la structure du marché et les économies vers un avenir riche en énergies renouvelables. Les stratégies de remplacement des combustibles fossiles doivent être immédiatement associées à un programme de modernisation du secteur énergétique soutenant le stockage des énergies renouvelables et une mise à niveau rapide du réseau fondée sur une production d’électricité flexible", opine-t-il.

## Nominations et distinctions
Le 27 décembre 2018, il est élevé au rang d’Ambassadeur par ordonnance présidentielle, au regard de sa contribution au rayonnement de son pays à l'international,.
Il reçoit le 6 décembre 2019 à Madrid le prix Leader Global que lui décerne l’Initiative pour le Droit et la Gouvernance du Climat pour son rôle en tant que négociateur senior pour la RDC et porte-voix pour l’Afrique et les Pays Moins Avancés sur les questions climatiques.